# Call of Duty 3
Call of Duty 3 er et førstepersons skydespill i Call of Duty-serien udviklet af Treyarch og Activision til Playstation 2, Playstation 3 og Xbox 360. Spillet er udgivet i Danmark i efteråret 2006. Det først spil i serien, Call of Duty, blev udgivet i 2003.

## Anmeldelser
- GamesMaster — 82% (PS3)
- Nintendo Power — 6.5/10 (Wii)
- GameTrailers — 7.8/10 (Wii)[1]
- Eurogamer — 5/10 (Wii)
- Official Nintendo Magazine – 86% (Wii)
- Electronic Gaming Monthly- 7.5/10 (PS3)